# جوزيبي ميديشي
جوزيبي ميديشي (بالإيطالية: Giuseppe Medici)‏ هو دبلوماسي وسياسي إيطالي، ولد في 24 أكتوبر 1907 في ساسولو في إيطاليا، وتوفي في 21 أغسطس 2000 في مودينا في إيطاليا. حزبياً، نشط في الحزب الديمقراطي المسيحي الإيطالي.

## مناصب
- انتخب عضو مجلس الشيوخ الإيطالي.
- انتخب Minister of the Treasury of Italy ‏ (19 فبراير 1956 – 18 مايو 1957).
- انتخب Minister of Budget ‏ (1 يوليو 1958 – 14 فبراير 1959).
- انتخب Minister of the Treasury of Italy ‏ (19 مايو 1957 – 30 يونيو 1958).
- انتخب Minister of Budget ‏ (21 يونيو 1963 – 3 ديسمبر 1963).
- انتخب وزير الإدارة العامة [الإنجليزية]‏ (21 فبراير 1962 – 20 يونيو 1963).
- انتخب وزير التنمية الاقتصادية ‏ (23 يوليو 1964 – 5 مارس 1965).
- انتخب وزير التنمية الاقتصادية ‏ (5 ديسمبر 1963 – 23 يوليو 1964).
- انتخب وزير التعليم (26 مارس 1960 – 27 يوليو 1960).
- انتخب وزير التعليم (16 فبراير 1959 – 26 مارس 1960).
- انتخب Italian Minister of Agriculture ‏ (10 فبراير 1954 – 6 يوليو 1955).
- انتخب Italian Minister of Agriculture ‏ (19 يناير 1954 – 10 فبراير 1954).
- انتخب وزير الخارجية (26 يونيو 1972 – 8 يوليو 1973).
- انتخب وزير الخارجية (25 يونيو 1968 – 13 ديسمبر 1968).

## روابط خارجية
- جوزيبي ميديشي على موقع مونزينجر (الألمانية)